# 穆夫莱讷
穆夫莱讷（法語：Mouflaines，法語發音：[muflɛn]）是法国厄尔省的一个市镇，位于该省东北部，属于莱桑德利区。

## 地理
穆夫莱讷（49°14'46"N, 1°33'19"E）面积3.75 平方千米，位于法国诺曼底大区厄尔省，该省份为法国北部内陆省份，北起滨海塞纳省，西接奧恩省和卡爾瓦多斯省，南至厄尔-卢瓦省，东临瓦兹省、瓦兹河谷省和伊夫林省。
与穆夫莱讷接壤的市镇（或旧市镇、城区）包括：阿尔康西、里什维尔、圣玛丽-德瓦蒂梅尼勒、韦克桑地区维莱、埃普特河畔韦克桑。
穆夫莱讷的时区为UTC+01:00、UTC+02:00（夏令时）。

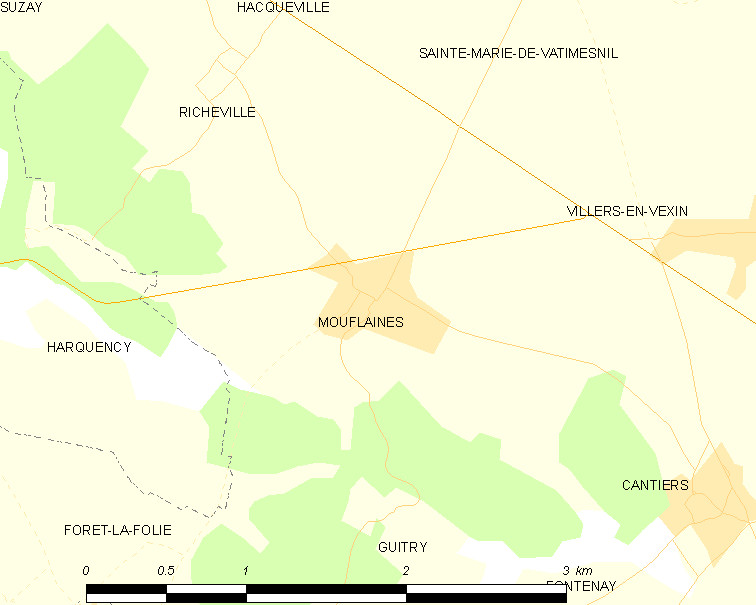
穆夫莱讷的OSM定位图

## 行政
穆夫莱讷的邮政编码为27420，INSEE市镇编码为27420。

## 政治
穆夫莱讷所属的省级选区为日索尔县。

## 交通
厄尔省省道D3线和D125线在市中心交汇。

## 人口

1962-2008年间穆夫莱讷人口变化图示

穆夫莱讷于2022年1月1日时的人口数量为162人。